# Коан (Муромачи период)
Коан (康安) је јапанска ера (ненко) Северног двора током првог раздобља Муромачи периода, познатог још и као Нанбокучо период. Настала је после Енбун и пре  Џоџи ере. Временски је трајала од марта 1361. до септембра 1362. године. Владајући монарх у Кјоту био је цар Го Когон а у Јужном двору у Јошину Го Мураками.
У исто време на југу текла је ера Шохеи (1346–1370).

## Важнији догађаји Коан ере
- 1361. (Коан 1, шести месец): Разне временске непогоде. Обилат снег, земљотреси и пожар у граду Кјоту.[3]
- 1361. (Коан 1): Основан је храм и манастир Зен будизма – Еигенџи. Оснивач је Сасаки Уџијори а први управник био је Јакушицу Генко.[4]
- 1362. (Коан 2): Хосокава Кијоуџи и Кусуноки Масанори нападају Кјото. Ашикава Јошиакира бежи али за двадесeт дана враћа престоницу у своје руке.[5]